# Kasseri

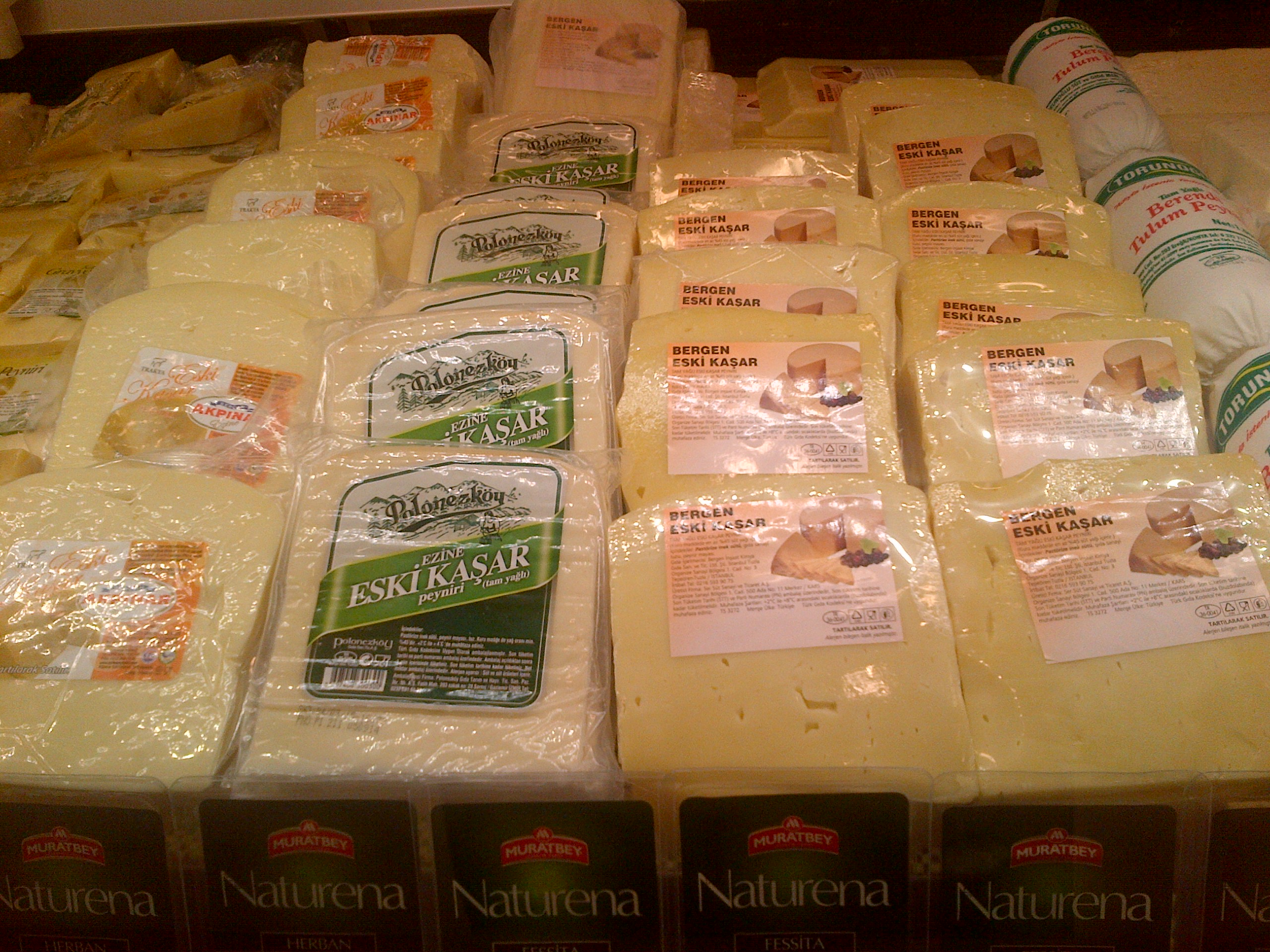
Imagen de Kaşar peyniri, en pasillos de supermercado en Ankara.

Kasseri (griego κασέρι; turco kaşar) es un queso de color medio amarillo oscuro elaborado de leche de oveja o cabra, o bien una mezcla de ambas, es muy popular en Grecia y Turquía. El nombre "kasseri" es una denominación protegida.[cita requerida]

## Usos
Kasseri se puede consumir tal cual o cortado en sándwiches o como principal ingrediente de la tarta denominada kaseropita y el Saganaki.